# China: Democracia que Funciona
China: Democracia que funciona (Chinês: 中国的民主; lit. "Democracia da China") é um livro branco publicado pelo Gabinete de Informação do Conselho de Estado da China em 4 de dezembro de 2021.
O livro branco apresenta vários pontos do sistema político chinês, que afirma constituir uma democracia popular de processo completo. Entre esses pontos, destacam-se os aspectos formais do sistema de congressos populares, as eleições locais e a Conferência Consultiva Política do Povo Chinês, além das vias de participação na formulação de políticas e na sociedade civil, como os gabinetes de informação legislativa, os congressos dos trabalhadores e as equipes de gestão comunitária de rede.
O artigo afirma que não existe um modelo fixo de democracia e que a China é, sim, um país democrático. Ele também critica severamente a democracia americana, destacando a instabilidade associada a esse modelo. O texto também condena outros países que reivindicam o direito exclusivo de definir o conceito de democracia, utilizando esse status para impor sua visão a outros países.
O documento ainda argumenta que a democracia não se limita ao conceito de "uma pessoa, um voto", ressaltando que há diversos caminhos que um país pode adotar para alcançar a democracia, ajustados ao seu contexto específico. Observadores sugerem que a China publicou este livro branco para competir com os EUA pelo direito de discursar sobre democracia e como uma resposta à Cúpula para a Democracia organizada pelo presidente dos EUA, Joe Biden.
O texto chinês pode ser lido na íntegra no site do Departamento de Comunicação do Conselho de Estado da República Popular da China em inglês.